# 제이슨 아이작스
제이슨 아이작스(Jason Isaacs, 1963년 6월 9일 ~ )는 잉글랜드의 배우이다. 영화 해리 포터 시리즈의 루시우스 말포이 역으로 유명하다.

## 출연 작품

### 영화
- 드래곤하트 (1996)
- 이벤트 호라이즌 (1997) - 디제이 역
- 아마겟돈 (1998) - 로널드 퀸시 박사 역
- 솔저 (1998) - 미컴 대령 역
- 사랑의 슬픔 애수 (1999)
- 패트리어트: 늪 속의 여우 (2000) - 태빙턴 대령 역
- 스위트 노벰버 (2001)
- 호텔 (2001)
- 블랙 호크 다운 (2001) - 75레인저 연대 중대장 마이크 스틸 대위 역
- 레지던트 이블 (2002) - 해설
- 윈드토커 (2002)
- 턱시도 (2002) - 데블린 역
- 해리 포터와 비밀의 방 (2002) - 루시우스 말포이 역
  - 해리 포터와 불의 잔 (2005)
  - 해리 포터와 불사조 기사단 (2007)
  - 해리 포터와 혼혈 왕자 (2009)
  - 해리 포터와 죽음의 성물 1부 (2010)
  - 해리 포터와 죽음의 성물 2부 (2011)
- 피터 팬 (2003)
- 크래쉬 (2004)
- 엘렉트라 (2005)
- 나인 라이브즈 (2005)
- 돈 많은 친구들 (2006)
- 그라인드하우스 (2007)
- 그린 존 (2010)
- 배트맨: 언더 더 레드 후드 (2010) - 목소리
- 카 2 (2011) - 목소리
- 어브덕션 (2011)
- 고스트 패밀리: 구출 대작전 (2011)
- 퓨리 (2014)
- 필드 오브 로스트 슈즈 (2014) - 존 C. 브레킨리지 역
- 저스티스 리그: 신들과 괴물들 (2015) - 목소리
- 스톡홀름, 펜실베이니아 (2015)
- 인필트레이터: 잠입자들 (2016)
- 더 큐어 (2016) - 폴머 박사
- 몬스터 패밀리 (2017) - 드라큘라 역 (목소리)
- 스탈린이 죽었다! (2017) - 게오르기 주코프 역
- 호텔 뭄바이 (2018) - 바실리 역
- 런던 필드 (2018)
- 룩 어웨이 (2018) - 댄 역
- 스카이파이어 (2019)
- 스쿠비! (2020) - 딕 다스터들리 역 (목소리)
- 매스 (2021)
- 민스미트 작전 (2021) - 존 고드프리 역
- 에이전트 게임 (2022)
- 미시즈 해리스 파리에 가다 (2022) - 아치 역